# Cipro all'Eurovision Song Contest
Cipro ha debuttato all'Eurovision Song Contest 1981 e da allora è stato presente in quasi tutte le edizioni, eccetto nel 1988 (quando la sua canzone fu esclusa), nel 2001 e nel 2014.
Essendo gli unici due paesi di lingua greca, in quasi tutte le edizioni Cipro ha assegnato i 12 punti alla Grecia, che per altro ha quasi sempre fatto lo stesso nei confronti dell'isola.
Il miglior risultato nel contest, dopo tre storici quinti posti nel 1982, nel 1997 e nel 2004, è stato ottenuto nel 2018 dalla cantante albanese Eleni Foureira con la canzone Fuego, la quale, dopo aver superato con successo la prima semifinale, si è piazzata al secondo posto con 436 punti, il primo podio in finale sin dalla prima partecipazione dell'isola.

## Partecipazioni
- Primo posto
- Secondo posto
- Terzo posto
- Ultimo posto

| Anno                            | Artista                            | Canzone                      | Lingua          | Posizione           | Posizione           | Posizione                | Posizione                |
| Anno                            | Artista                            | Canzone                      | Lingua          | Finale              | Punti               | Semi                     | Punti                    |
| ------------------------------- | ---------------------------------- | ---------------------------- | --------------- | ------------------- | ------------------- | ------------------------ | ------------------------ |
| 1981                            | Island                             | Monika                       | Greco           | 6º                  | 69                  | Niente semifinali        | Niente semifinali        |
| 1982                            | Anna Vissi                         | Mono i agapī                 | Greco           | 5º                  | 85                  | Niente semifinali        | Niente semifinali        |
| 1983                            | Stavros & Kōnstantina              | I agapī akoma zei            | Greco           | 16º                 | 26                  | Niente semifinali        | Niente semifinali        |
| 1984                            | Andy Paul                          | Anna Maria Lena              | Greco           | 15º                 | 31                  | Niente semifinali        | Niente semifinali        |
| 1985                            | Lia Vissi                          | To katalava arga             | Greco           | 16º                 | 15                  | Niente semifinali        | Niente semifinali        |
| 1986                            | Elpida                             | Tōra zō                      | Greco           | 20º                 | 4                   | Niente semifinali        | Niente semifinali        |
| 1987                            | Alexia                             | Aspro-mavro                  | Greco           | 7º                  | 80                  | Niente semifinali        | Niente semifinali        |
| 1988                            | Giannīs Dīmītriou                  | Thymamai                     | Greco           | Squalificato        | Squalificato        | Niente semifinali        | Niente semifinali        |
| 1989                            | Fanī Polymeri & Giannīs Savvidakīs | Apopse as vrethoume          | Greco           | 11º                 | 51                  | Niente semifinali        | Niente semifinali        |
| 1990                            | Charīs Anastasiou                  | Milas poly                   | Greco           | 14º                 | 36                  | Niente semifinali        | Niente semifinali        |
| 1991                            | Elena Patroklou                    | S.O.S.                       | Greco           | 9º                  | 60                  | Niente semifinali        | Niente semifinali        |
| 1992                            | Evridiki                           | Teriazoume                   | Greco           | 11º                 | 57                  | Niente semifinali        | Niente semifinali        |
| 1993                            | Zymboulakīs & Van Beke             | Mī stamatas                  | Greco           | 19º                 | 17                  | Niente semifinali        | Niente semifinali        |
| 1994                            | Evridiki                           | Eimai anthrōpos kai egō      | Greco           | 11º                 | 51                  | Niente semifinali        | Niente semifinali        |
| 1995                            | Alexandros Panagīs                 | Stī fōtia                    | Greco           | 9º                  | 79                  | Niente semifinali        | Niente semifinali        |
| 1996                            | Kōnstantinos Christoforou          | Mono gia mas                 | Greco           | 9º                  | 72                  | 15º                      | 42                       |
| 1997                            | Chara & Andros Kōnstantinou        | Mana mou                     | Greco           | 5º                  | 98                  | Niente semifinali        | Niente semifinali        |
| 1998                            | Michalīs Chatzīgiannīs             | Genesis                      | Greco           | 11º                 | 37                  | Niente semifinali        | Niente semifinali        |
| 1999                            | Marlain                            | Tha 'nai erōtas              | Greco           | 22º                 | 2                   | Niente semifinali        | Niente semifinali        |
| 2000                            | Voice                              | Nomiza                       | Greco, italiano | 21º                 | 41                  | Niente semifinali        | Niente semifinali        |
| Nessuna partecipazione nel 2001 |                                    |                              |                 |                     |                     | Niente semifinali        | Niente semifinali        |
| 2002                            | One                                | Gimme                        | Inglese         | 6º                  | 85                  | Niente semifinali        | Niente semifinali        |
| 2003                            | Stelios Kōnstantas                 | Feeling Alive                | Inglese         | 20º                 | 15                  | Niente semifinali        | Niente semifinali        |
| 2004                            | Lisa Andreas                       | Stronger Every Minute        | Inglese         | 5º                  | 170                 | 5º                       | 149                      |
| 2005                            | Kōnstantinos Christoforou          | Ela ela                      | Inglese         | 18º                 | 46                  | Top 12 l'anno precedente | Top 12 l'anno precedente |
| 2006                            | Annette Artani                     | Why Angels Cry               | Inglese         | Non qualificata     | Non qualificata     | 15º                      | 57                       |
| 2007                            | Evridiki                           | Comme ci, comme ça           | Francese        | Non qualificata     | Non qualificata     | 15º                      | 65                       |
| 2008                            | Evdokia Kadi                       | Femme Fatale                 | Greco           | Non qualificata     | Non qualificata     | 15º                      | 36                       |
| 2009                            | Christina Metaxa                   | Firefly                      | Inglese         | Non qualificata     | Non qualificata     | 14º                      | 32                       |
| 2010                            | Jon Lilygreen & The Islanders      | Life Looks Better in Spring  | Inglese         | 21º                 | 27                  | 10º                      | 67                       |
| 2011                            | Christos Mylordos                  | San aggelos s'agapīsa        | Greco           | Non qualificata     | Non qualificata     | 18º                      | 16                       |
| 2012                            | Īvī Adamou                         | La La Love                   | Inglese         | 16º                 | 65                  | 7º                       | 91                       |
| 2013                            | Despoina Olympiou                  | An me thymasai               | Greco           | Non qualificata     | Non qualificata     | 15º                      | 11                       |
| Nessuna partecipazione nel 2014 |                                    |                              |                 |                     |                     |                          |                          |
| 2015                            | Giannis Karagiannis                | One Thing I Should Have Done | Inglese         | 22º                 | 11                  | 6º                       | 87                       |
| 2016                            | Minus One                          | Alter Ego                    | Inglese         | 21º                 | 96                  | 8º                       | 164                      |
| 2017                            | Hovig                              | Gravity                      | Inglese         | 21º                 | 68                  | 5º                       | 164                      |
| 2018                            | Eleni Foureira                     | Fuego                        | Inglese         | 2º                  | 436                 | 2º                       | 262                      |
| 2019                            | Tamta                              | Replay                       | Inglese         | 13º                 | 109                 | 9º                       | 149                      |
| 2020                            | Sandro Nicolas                     | Running                      | Inglese         | Edizione cancellata | Edizione cancellata | Edizione cancellata      | Edizione cancellata      |
| 2021                            | Elena Tsagkrinou                   | El diablo                    | Inglese         | 16º                 | 94                  | 6º                       | 170                      |
| 2022                            | Andromache                         | Ela                          | Inglese, greco  | Non qualificata     | Non qualificata     | 12º                      | 63                       |
| 2023                            | Andrew Lambrou                     | Break a Broken Heart         | Inglese         | 12º                 | 126                 | 7º                       | 94                       |
| 2024                            | Silia Kapsis                       | Liar                         | Inglese         | 15º                 | 78                  | 6º                       | 67                       |
| 2025                            | Theo Evan                          | Shh                          | Inglese         | Non qualificata     | Non qualificata     | 11º                      | 44                       |
| 2026                            |                                    |                              |                 |                     |                     |                          |                          |

Note:
- I brani Fuego e El diablo contengono frasi in spagnolo.
- Nel 2012, il Cipro e l'Ucraina hanno totalizzato entrambi 65 punti ciascuno nella finale, tuttavia, secondo le procedure di spareggio, l'Ucraina si è classificata 15ª in classifica generale e il Cipro 16º poiché l'Ucraina ha ricevuto punti da più paesi tra i due.
- Se un paese vince l'edizione precedente, non deve competere nelle semifinali nell'edizione successiva. Inoltre, dal 2004 al 2007, i primi dieci paesi che non erano membri dei Big 4 non dovevano competere nelle semifinali nell'edizione successiva. Se, ad esempio, Germania e Francia si collocavano tra i primi dieci, i paesi che si erano piazzati all'11º e al 12º posto avanzavano alla serata finale dell'edizione successiva insieme al resto della top 10.

## Statistiche di voto
Fino al 2025, le statistiche di voto di Cipro sono:
| # | Stato   | Punti |
| - | ------- | ----- |
| 1 | Grecia  | 437   |
| 2 | Italia  | 163   |
| 3 | Francia | 150   |
| 4 | Svezia  | 149   |
| 5 | Spagna  | 143   |

| # | Stato       | Punti |
| - | ----------- | ----- |
| 1 | Grecia      | 369   |
| 2 | Malta       | 105   |
| 3 | Regno Unito | 90    |
| 4 | Spagna      | 78    |
| 5 | Svezia      | 72    |

| # | Stato   | Punti |
| - | ------- | ----- |
| 1 | Grecia  | 568   |
| 2 | Svezia  | 227   |
| 3 | Russia  | 193   |
| 4 | Ucraina | 189   |
| 5 | Israele | 180   |

| # | Stato       | Punti |
| - | ----------- | ----- |
| 1 | Grecia      | 522   |
| 2 | Regno Unito | 165   |
| 3 | Malta       | 151   |
| 4 | Armenia     | 150   |
| 5 | Israele     | 125   |

## Altri premi ricevuti

### Marcel Bezençon Award
I Marcel Bezençon Awards sono stati assegnati per la prima volta durante l'Eurovision Song Contest 2002 a Tallinn, in Estonia, in onore delle migliori canzoni in competizione nella finale. Fondato da Christer Björkman (rappresentante della Svezia nell'Eurovision Song Contest del 1992 e capo della delegazione per la Svezia fino al 2021) e Richard Herrey (membro del gruppo Herreys e vincitore dalla Svezia nell'Eurovision Song Contest 1984), i premi prendono il nome del creatore del concorso, Marcel Bezençon.
I premi sono suddivisi in 3 categorie:
- Press Award: Per la miglior voce che viene votata dalla stampa durante l'evento.
- Artistic Award: Per il miglior artista, votato fino al 2009 dai vincitori delle scorse edizioni. A partire dal 2010 viene votato dai commentatori.
- Composer Award: Per la miglior composizione musicale che viene votata da una giuria di compositori.

| Anno | Categoria      | Artista        | Canzone               | Compositore                                                                      |
| ---- | -------------- | -------------- | --------------------- | -------------------------------------------------------------------------------- |
| 2004 | Composer Award | Lisa Andreas   | Stronger Every Minute | Mike Konnaris                                                                    |
| 2018 | Artistic Award | Eleni Foureira | Fuego                 | Alex Papaconstantinou, Geraldo Sandell, Viktor Svensson, Anderz Wrethov, Didrick |

## Trasmissione dell'evento
La CyBC, in quanto membro rappresentativo dell'Unione europea di radiodiffusione per Cipro, ha i diritti di trasmissione dell'evento:
| Anno | Commentatori                                         | Commentatori                                         | Trasmissione                                         | Trasmissione                                         | Portavoce                                            |
| Anno | Semifinali                                           | Finale                                               | Semifinali                                           | Finale                                               | Portavoce                                            |
| ---- | ---------------------------------------------------- | ---------------------------------------------------- | ---------------------------------------------------- | ---------------------------------------------------- | ---------------------------------------------------- |
| 1981 | Nessuna semifinale                                   | Frynī Papadopoulou Neofytos Taliōtīs                 | Nessuna semifinale                                   | RIK 1                                                | Anna Partelidou                                      |
| 1982 | Nessuna semifinale                                   | Frynī Papadopoulou Neofytos Taliōtīs                 | Nessuna semifinale                                   | RIK 1                                                | Anna Partelidou                                      |
| 1983 | Nessuna semifinale                                   | Frynī Papadopoulou Neofytos Taliōtīs                 | Nessuna semifinale                                   | RIK 1                                                | Anna Partelidou                                      |
| 1984 | Nessuna semifinale                                   | Paulos Paulou Neofytos Taliōtīs                      | Nessuna semifinale                                   | RIK 1 A Programma                                    | Anna Partelidou                                      |
| 1985 | Nessuna semifinale                                   | Themīs Themistokleous Neofytos Taliōtīs              | Nessuna semifinale                                   | RIK 1 A Programma                                    | Anna Partelidou                                      |
| 1986 | Nessuna semifinale                                   | Themīs Themistokleous Neofytos Taliōtīs              | Nessuna semifinale                                   | RIK 1                                                | Anna Partelidou                                      |
| 1987 | Nessuna semifinale                                   | Themīs Themistokleous Frynī Papadopoulou             | Nessuna semifinale                                   | RIK 1 A Programma                                    | Anna Partelidou                                      |
| 1988 | Nessuna semifinale                                   | Dafnī Mpokota                                        | Nessuna semifinale                                   | RIK 1 A Programma                                    | Non partecipante                                     |
| 1989 | Nessuna semifinale                                   | Neofytos Taliōtīs Paulos Paulou                      | Nessuna semifinale                                   | RIK 1 A Programma                                    | Anna Partelidou                                      |
| 1990 | Nessuna semifinale                                   | Neofytos Taliōtīs Paulos Paulou                      | Nessuna semifinale                                   | RIK 1 A Programma                                    | Anna Partelidou                                      |
| 1991 | Nessuna semifinale                                   | Evī Papamichaīl Paulos Paulou                        | Nessuna semifinale                                   | RIK 1 A Programma                                    | Anna Partelidou                                      |
| 1992 | Nessuna semifinale                                   | Evī Papamichaīl Paulos Paulou                        | Nessuna semifinale                                   | RIK 1 A Programma                                    | Anna Partelidou                                      |
| 1993 | Nessuna semifinale                                   | Evī Papamichaīl Paulos Paulou                        | Nessuna semifinale                                   | RIK 1 Radio Frederik                                 | Anna Partelidou                                      |
| 1994 | Nessuna semifinale                                   | Evī Papamichaīl Paulos Paulou                        | Nessuna semifinale                                   | RIK 2 Trito Programma                                | Anna Partelidou                                      |
| 1995 | Nessuna semifinale                                   | Neofytos Taliōtīs Paulos Paulou                      | Nessuna semifinale                                   | RIK 1                                                | Andreas Iakōvidīs                                    |
| 1996 | Nessuna semifinale                                   | Evī Papamichaīl Paulos Paulou                        | Nessuna semifinale                                   | RIK 1                                                | Marios Skordīs                                       |
| 1997 | Nessuna semifinale                                   | Evī Papamichaīl Paulos Paulou                        | Nessuna semifinale                                   | RIK 1                                                | Marios Skordīs                                       |
| 1998 | Nessuna semifinale                                   | Evī Papamichaīl Paulos Paulou                        | Nessuna semifinale                                   | RIK 1                                                | Marina Malenī                                        |
| 1999 | Nessuna semifinale                                   | Evī Papamichaīl Paulos Paulou                        | Nessuna semifinale                                   | RIK 1                                                | Marina Malenī                                        |
| 2000 | Nessuna semifinale                                   | Evī Papamichaīl Paulos Paulou                        | Nessuna semifinale                                   | RIK Dyo                                              | Loukas Chamatsos                                     |
| 2001 | Nessuna semifinale                                   | Evī Papamichaīl                                      | Nessuna semifinale                                   | RIK Dyo                                              | Non partecipante                                     |
| 2002 | Nessuna semifinale                                   | Evī Papamichaīl Paulos Paulou                        | Nessuna semifinale                                   | RIK Ena                                              | Melanī Steliou                                       |
| 2003 | Nessuna semifinale                                   | Evī Papamichaīl Paulos Paulou                        | Nessuna semifinale                                   | RIK Ena                                              | Loukas Chamatsos                                     |
| 2004 | Evī Papamichaīl                                      | Evī Papamichaīl                                      | RIK Ena                                              | RIK Ena                                              | Loukas Chamatsos                                     |
| 2005 | Evī Papamichaīl                                      | Evī Papamichaīl                                      | RIK Ena                                              | RIK Ena                                              | Melanī Steliou                                       |
| 2006 | Evī Papamichaīl                                      | Evī Papamichaīl                                      | RIK Ena                                              | RIK Ena                                              | Kōnstantinos Christoforou                            |
| 2007 | Vasō Komnīnou                                        | Vasō Komnīnou                                        | RIK Ena                                              | RIK Ena                                              | Giannīs Charalampous                                 |
| 2008 | Melina Karageōrgiou                                  | Melina Karageōrgiou                                  | RIK Ena                                              | RIK Ena                                              | Christina Marouchou                                  |
| 2009 | Melina Karageōrgiou Nathan Morley                    | Melina Karageōrgiou Nathan Morley                    | RIK 1 RIK Deftero                                    | RIK 1 RIK Deftero                                    | Sofia Paraskeua                                      |
| 2010 | Melina Karageōrgiou Nathan Morley                    | Melina Karageōrgiou Nathan Morley                    | RIK 1 RIK Deftero                                    | RIK 1 RIK Deftero                                    | Christina Metaxa                                     |
| 2011 | Melina Karageōrgiou                                  | Melina Karageōrgiou                                  | RIK 1                                                | RIK 1                                                | Loukas Chamatsos                                     |
| 2012 | Melina Karageōrgiou                                  | Melina Karageōrgiou                                  | RIK 1                                                | RIK 1                                                | Loukas Chamatsos                                     |
| 2013 | Melina Karageōrgiou                                  | Melina Karageōrgiou                                  | RIK 1 RIK Triton                                     | RIK 1 RIK Triton                                     | Loukas Chamatsos                                     |
| 2014 | Melina Karageōrgiou                                  | Melina Karageōrgiou                                  | RIK 1                                                | RIK 1                                                | Non partecipante                                     |
| 2015 | Melina Karageōrgiou                                  | Melina Karageōrgiou                                  | RIK 1 RIK Sat RIK HD RIK Triton                      | RIK 1 RIK Sat RIK HD RIK Triton                      | Loukas Chamatsos                                     |
| 2016 | Melina Karageōrgiou                                  | Melina Karageōrgiou                                  | RIK 1 RIK Sat RIK HD RIK Triton                      | RIK 1 RIK Sat RIK HD RIK Triton                      | Loukas Chamatsos                                     |
| 2017 | Tasos Tryfōnos Christiana Artemiou                   | Tasos Tryfōnos Christiana Artemiou                   | RIK 1 RIK Sat RIK HD                                 | RIK 1 RIK Sat RIK HD                                 | Giannīs Karagiannīs                                  |
| 2018 | Kōstas Kōnstantinou Vasō Komnīnou                    | Kōstas Kōnstantinou Vasō Komnīnou                    | RIK 1 RIK Sat RIK HD                                 | RIK 1 RIK Sat RIK HD                                 | Hovig                                                |
| 2019 | Tasos Tryfōnos Evridiki                              | Tasos Tryfōnos Evridiki                              | RIK 1 RIK Sat RIK HD                                 | RIK 1 RIK Sat RIK HD                                 | Hovig                                                |
| 2020 | Evento cancellato a causa della pandemia di COVID-19 | Evento cancellato a causa della pandemia di COVID-19 | Evento cancellato a causa della pandemia di COVID-19 | Evento cancellato a causa della pandemia di COVID-19 | Evento cancellato a causa della pandemia di COVID-19 |
| 2021 | Louīs Patsalidīs                                     | Louīs Patsalidīs                                     | RIK 1 RIK Sat RIK HD                                 | RIK 1 RIK Sat RIK HD                                 | Loukas Chamatsos                                     |
| 2022 | Melina Karageōrgiou Alexandros Taramountas           | Melina Karageōrgiou Alexandros Taramountas           | RIK 1 RIK Sat RIK HD                                 | RIK 1 RIK Sat RIK HD                                 | Loukas Chamatsos                                     |
| 2023 | Melina Karageōrgiou Alexandros Taramountas           | Melina Karageōrgiou Alexandros Taramountas           | RIK 1 RIK Sat                                        | RIK 1 RIK Sat                                        | Loukas Chamatsos                                     |
| 2024 | Melina Karageōrgiou Hovig                            | Melina Karageōrgiou Hovig                            | RIK 1 RIK Sat RIK Trito                              | RIK 1 RIK Sat RIK Trito                              | Loukas Chamatsos                                     |
| 2025 | Melina Karageōrgiou Alexandros Taramountas           | Melina Karageōrgiou Alexandros Taramountas           | RIK 1 RIK Sat RIK Trito                              | RIK 1 RIK Sat RIK Trito                              | Loukas Chamatsos                                     |

Note:
1. 1 2 3 4 5 6 7 8 9 10  Solo per la trasmissione televisiva.
2. 1 2 3 4 5 6 7 8 9 10  Solo per la trasmissione radiofonica.
3. ↑  Solo per la seconda semifinale e finale.